# Cucurbita ficifolia
Cucurbita ficifolia Bouché detta zucca siamese è una pianta della famiglia delle Cucurbitaceae, coltivata come ortaggio per i suoi frutti - commestibili sia maturi, adatti per fare confettura, sia immaturi, utilizzati in cucina come le zucchine - per i semi con cui si fanno dei dolci e per le foglie. L'International Society for Horticultural Science la indica con il nome comune in inglese di zucca dai sette anni.

## Nomi comuni e stranieri
Curiosa è l'origine di uno dei suoi nomi comuni zucca del Siam.
Questo appellativo si deve al fatto che venne introdotta in Francia dalla Thailandia, chiamata all'epoca Siam, quando vennero importati degli yak per il Museo nazionale di storia naturale di Francia e queste zucche erano impiegate per l'alimentazione degli animali durante il viaggio. I semi di qualche frutto residuo vennero seminati al "Jardin des Plantes" della capitale francese, e da qui si diffuse in Europa.
In francese è detta courge de Siam, melon de Malabar, courge à feuille de figuier, courge à graines noires.
In inglese: fig-leaf gourd, Siam squash, black-seeded squash, Malabar Squash.
Esiste molto disaccordo in lingua italiana nell'indicare questo tipo di zucca. I nomi più comuni sono: zucca siamese, zucca a foglia di fico, zucca melonina, ficifolia, zucca a seme nero, zucca dalla polpa bianca.
La zucca è in realtà originaria del Messico, dove era già presente in epoca precolombiana: gli aztechi la chiamavano "Tzilicayotli". In spagnolo è infatti chiamata chilacayote (storpiatura del termine azteco), alcayota o cidra. A volte nella medesima lingua è indicato con il nome "chayote", che è più comunemente riferito alla zucchina spinosa.

## Descrizione
È una pianta erbacea, annuale nelle zone temperate, perenne in quelle tropicali, rampicante o strisciante, con lunghi tralci molto vigorosi che possono raggiungere i 15 metri di lunghezza.
Le foglie sono grandi, a nervatura palmata, divise in cinque lobi che le fanno assomigliare molto a quelle del fico. Da qui il nome scientifico Cucurbita ficifolia (zucca con foglie di fico).
La pianta è monoica, quindi con fiori unisessuali portati dalla stessa pianta.
I frutti sono di forma sferica o leggermente allungata, del diametro di circa 20 centimetri per un peso che non supera i 6 kg. A maturità sono verdi, ornati di macchie più chiare e striature bianche che percorrono la buccia, che si presenta lievemente rugosa. Queste due caratteristiche le donano un aspetto a metà tra l'anguria e il melone. Da qui probabilmente un altro nome comune: "zucca melonina".
La buccia è molto coriacea, la polpa è di colore bianco e si consuma previa cottura. Il frutto può durare senza decomporsi per diversi anni se mantenuto asciutto dopo la raccolta.
I semi sono neri. Questo rende questa zucca unica nel suo genere.

## Origine e distribuzione
È largamente coltivata in Sudamerica e in Asia orientale. In Europa è poco diffusa, assente da alcuni paesi tra cui l'Italia, dove è praticamente sconosciuta eccetto che nella Sicilia orientale (Zafferana Etnea, Milo, Trecastagni,Pedara).

## Coltivazione
Questo tipo di zucca non presenta particolari difficoltà nella coltivazione, anzi è molto rustica e produttiva. Rispetto alle altre specie del genere Cucurbita la C. ficifolia è particolarmente resistente al freddo, anche se non resiste al gelo. La zucca si semina in primavera e arriva a maturazione in agosto.
Può essere utilizzata come portinnesto del melone.

## Utilizzo
I fiori, le foglie e i teneri germogli sono usati in Messico e in altri paesi come verdure. La parte più nutriente di Cucurbita ficifolia sono i suoi semi ricchi di grassi e proteine, che possono variare di colore dal bianco al nero. Sono usati in Messico per fare le palanquetas, un dolce simile al croccante di arachidi. 
Il frutto ha diversi usi come cibo.
Il frutto immaturo si consuma cotto, mentre il frutto maturo è dolce e utilizzato per fare dolci e bevande, a volte alcoliche. Il frutto è povero di beta-carotene, come si può vedere dalla polpa bianca, ed è relativamente povero di vitamine e minerali e moderatamente ricco di carboidrati.

### In Europa
In Spagna questa zucca viene utilizzata per fare una marmellata conosciuta come "cabello de ángel" (capelli d'angelo), "cabell d'àngel" in catalano, che viene utilizzata per farcire torte, dolci e confetteria. Alla cottura, la polpa diviene filamentosa e assume l'aspetto di capelli d'angelo. 
In Portogallo, dove il frutto è conosciuto come "chila" o "gila", è ancora ampiamente utilizzato nella produzione di dolci e confetteria tradizionali portoghesi; veniva anche utilizzato come coltura per il consumo non umano per nutrire i maiali.

### In America Latina
In Argentina e Cile la marmellata è spesso prodotta con il frutto chiamato alcayota. 
In Argentina, nella provincia di Jujuy, è tradizione fare le empanadas ripiene di questa zucca, e sono chiamate empanadillas con dulce de cayoye. 
In Costa Rica, è tradizione fare le empanadas ripiene di questa zucca detta chiverre zuccherata nel periodo pasquale.
Questa zucca si può fare cuocere intera in forno (usanza molto diffusa in Sudamerica) per poi essere candita. 
La spremuta di zucca siamese in Ecuador prende il nome di Zambo.

### In Asia
I filamenti di polpa sono usati per fare la zuppa, abbastanza simile alla zuppa di pinne di squalo, da cui il nome "melone pinna di squalo". La coltivazione e questo utilizzo sono brevemente presenti nel film Grow Your Own. 
In tutta l'Asia, si dice che mangiare questa zucca sia benefico per il diabete, e diversi studi scientifici hanno confermato il suo effetto ipoglicemizzante grazie al suo alto contenuto di D-chiro-inositolo.
Si possono consumare i frutti giovani quando hanno le dimensioni di una mela a mo' di zucchine, trifolati o fritti.
La zucca a foglia di fico si conserva senza difficoltà più di due anni in un luogo fresco e aerato.
Alcune tribù fanno bollire i germogli apicali come ingrediente delle minestre.
La pianta è estremamente produttiva ed un autore di fine '800 riportò che da 4 piante riuscì ad ottenere 70 frutti, del peso complessivo di 370 kg!
Le foglie, i fiori e i frutti immaturi hanno un gradevole odore che ricorda il cetriolo.

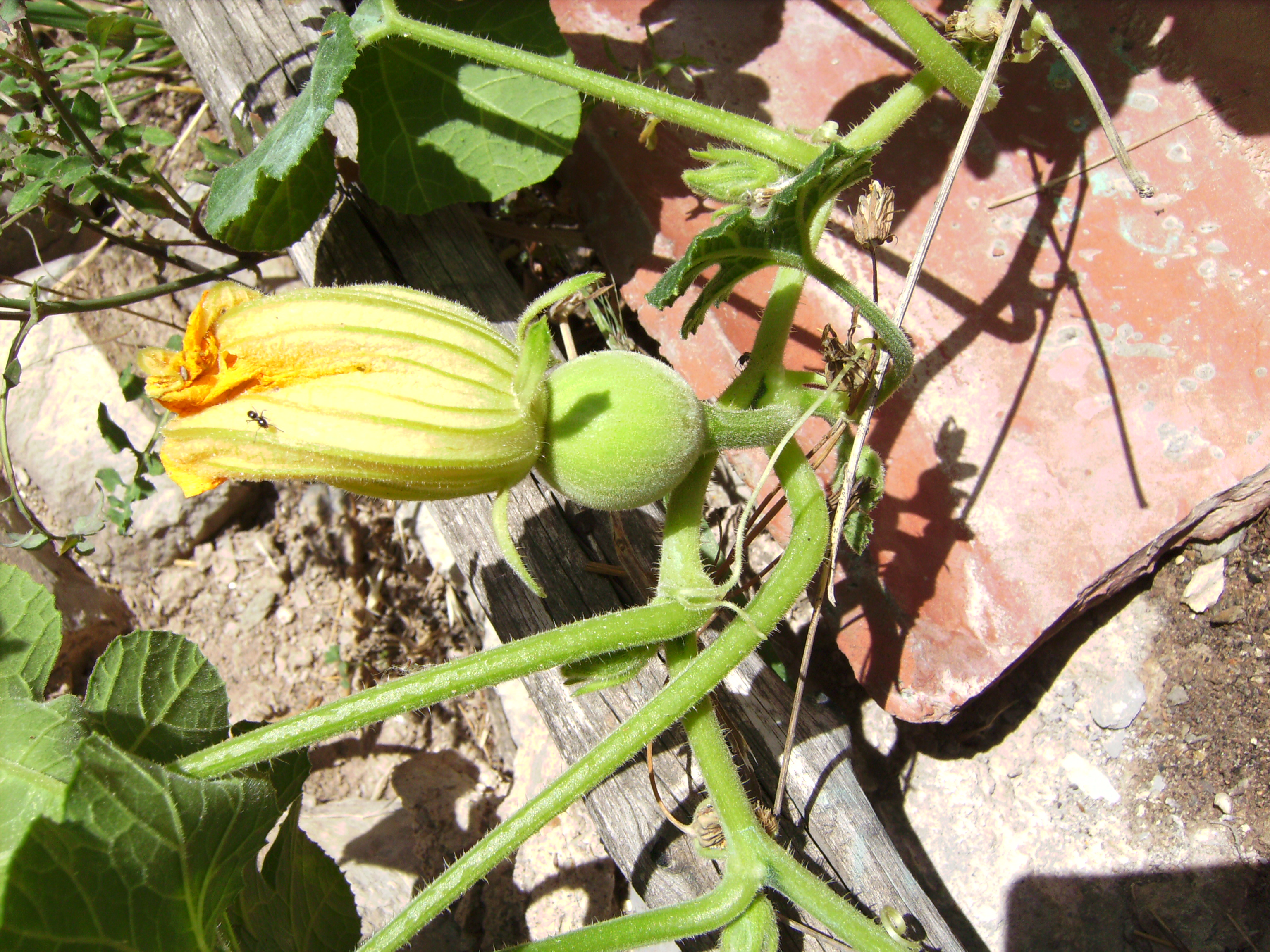
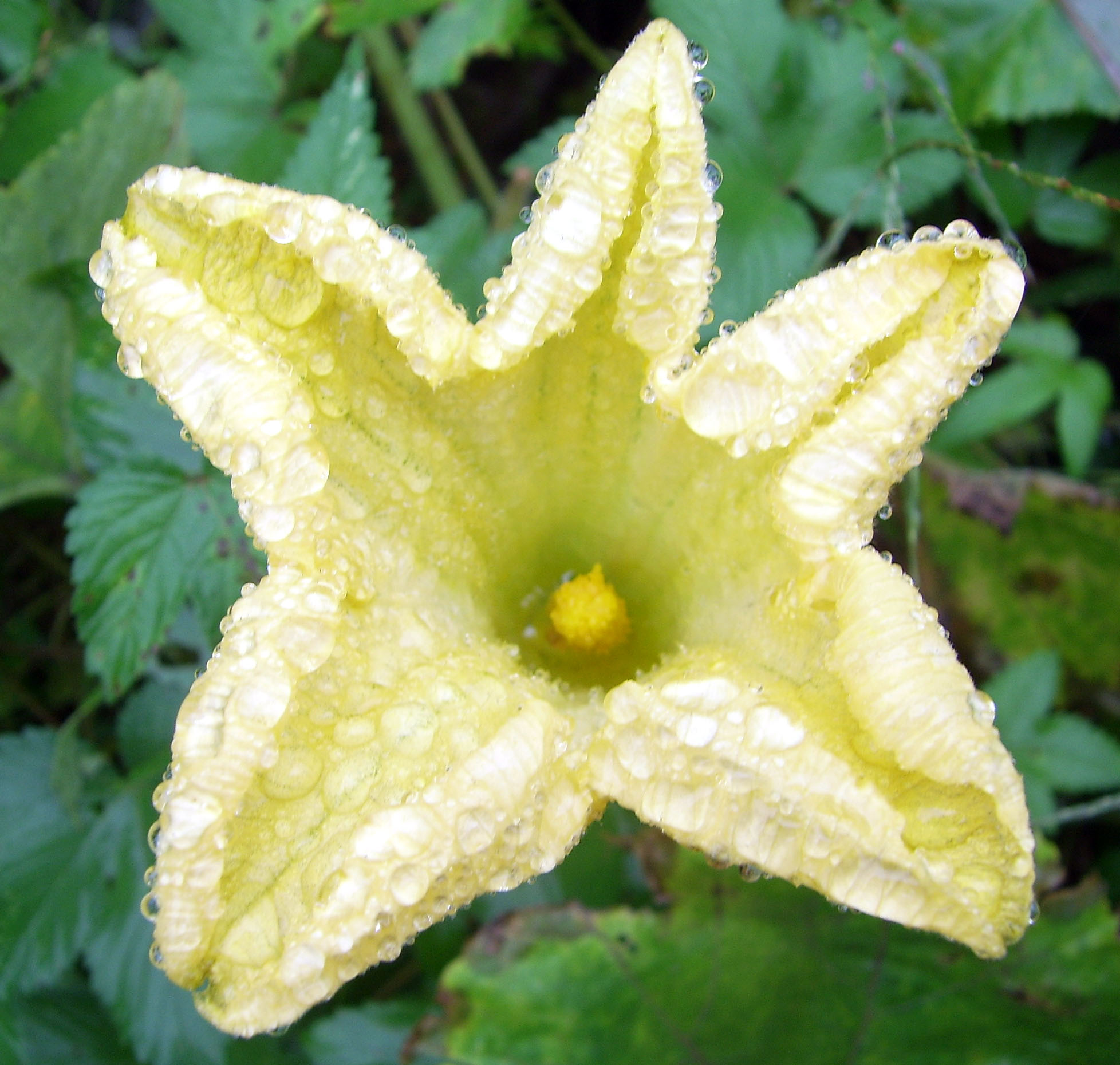
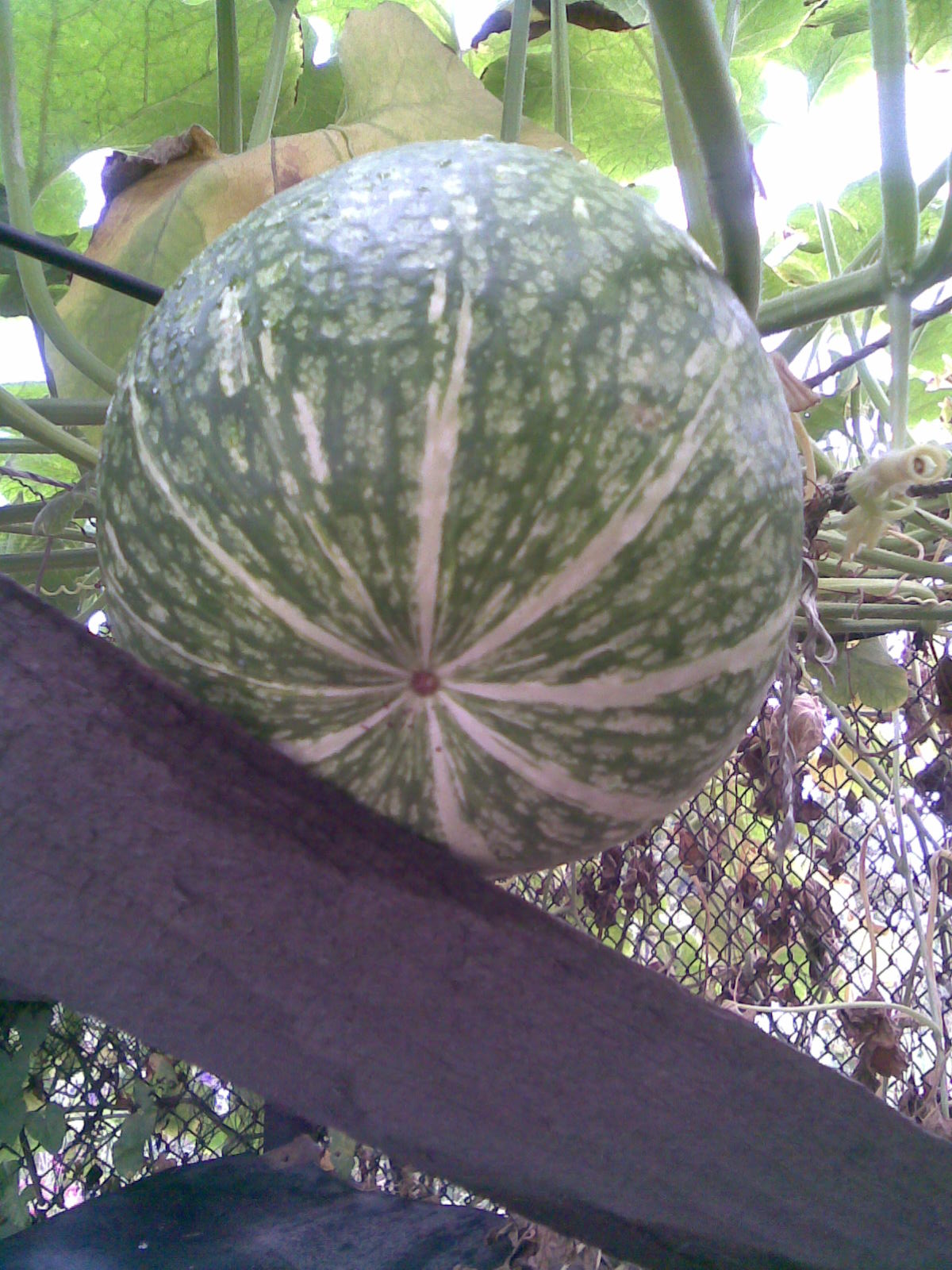
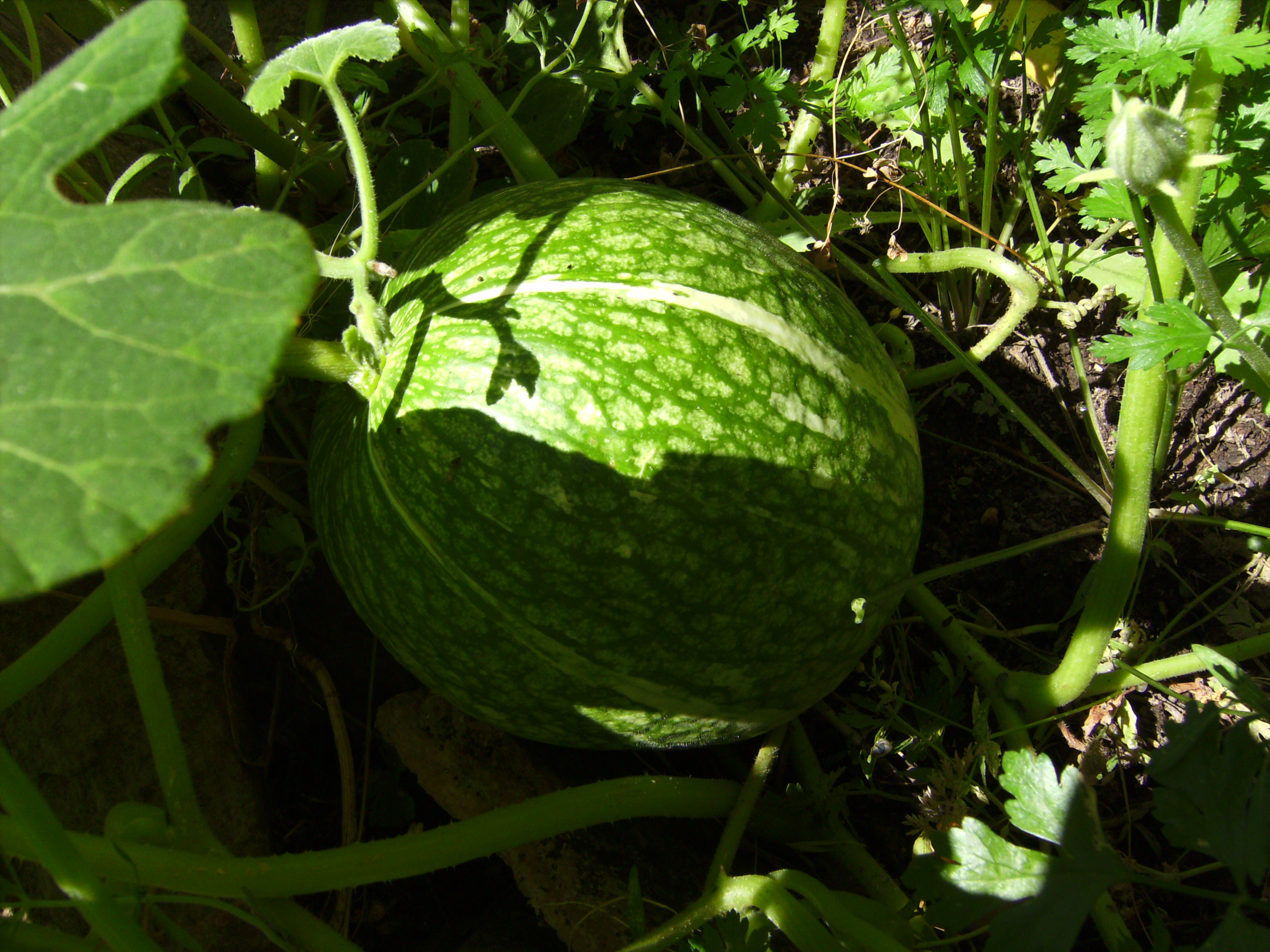